# Višňové (Banská Bystrica)
|  | Per a altres significats, vegeu «Višňové». |

Višňové és un poble i municipi d'Eslovàquia que es troba a la regió de Banská Bystrica.

## Història
La primera menció escrita de la vila es remunta al 1296.

## Demografia
| Godina             | 1994 | 2004   | 2014   | 2024   |
| ------------------ | ---- | ------ | ------ | ------ |
| Nombre de persones | 56   | 59     | 64     | 61     |
| Diferència         |      | +5,35% | +8,47% | −4,68% |

| Godina             | 2023 | 2024   |
| ------------------ | ---- | ------ |
| Nombre de persones | 60   | 61     |
| Diferència         |      | +1,66% |